# Université de Genève
Université de Genève är ett universitet i Genève i Schweiz, grundat 1559. Det rankas bland de 100 främsta i världen.